# Okean Elzy
Okean Elzy (em ucraniano:  Океан Ельзи, lit. "Océano de Elza") é uma banda de rock ucraniana, uma das mais bem sucedidas bandas de rock ucraniano sendo conhecida não só em toda a Ucrânia como em todos os países da CEI.

## Integrantes

### Atuais
- Svyatoslav Vakarchuk – vocal (desde 1994)
- Petro Cherniavsky – guitarra (desde 2005)
- Denys Dudko – baixo (desde 2004)
- Miloš Jelić – piano, sintetizadores (desde 2004)
- Denys Hlinin – bateria (desde 1994)

### Anteriores
- Pavlo Gudimov – guitarra (de 1994 a 2005)
- Yuriy Khustochka – baixo (de 1994 a 2004)
- Dmytro Shurov – piano, sintetizadores (de 2000 a 2004)

Yuriy Khustochka e Dmytro Shurov deixaram a banda em 2004 para formar a Esthetic Education com o vocalista Louis Franck. Pavlo Gudimov também deixou a banda em 2005 e formou sua própria banda, a Gudimov.

## Álbuns
| Álbum            | Ano de lançamento |
| ---------------- | ----------------- |
| Tam, de nas nema | 1998              |
| Yananebibuv      | 2000              |
| Model            | 2001              |
| Supersymetriya   | 2003              |
| GLORIA           | 2005              |
| Mira             | 2007              |
| Dolce Vita       | 2010              |
| Zemlya           | 2013              |
| Bez mezh         | 2016              |